# Indian Removal Act

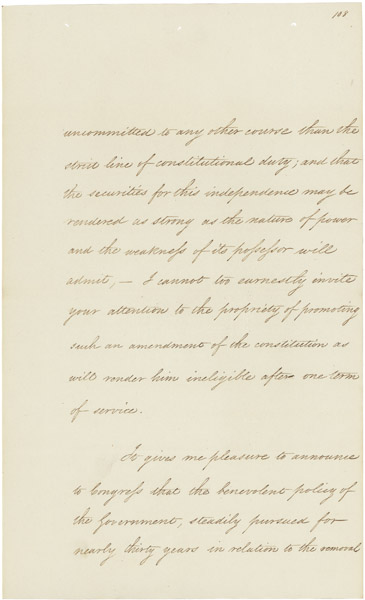
Präsident Andrew Jacksons Botschaft an den Kongress „Über die Umsiedlung der Indianer“, 6. Dezember 1830

Der Indian Removal Act, dt. Indianer-Umsiedlungsgesetz oder Indianer-Ausweisungs-Gesetz (wörtlich „Indianer-Entfernungs-Akt“), wurde 1830 in den USA erlassen, um eine gesetzliche Grundlage für die Vertreibung der Indianer (Indian Removal) aus den Bundesstaaten östlich des Mississippi River zu schaffen.
Das Gesetz wurde am 24. April 1830 vom US-Senat beschlossen. Das Repräsentantenhaus stimmte ihm mit 102 zu 97 Stimmen (bei den Abgeordneten aus dem Norden eher Ablehnung, aus dem Süden Zustimmung) am 26. Mai zu. Präsident Andrew Jackson, der das Vorhaben unterstützte, unterzeichnete es am 28. Mai 1830. Es wurde vor allem von den Südstaaten befürwortet, die das von den fünf zivilisierten Nationen beanspruchte Land für sich wollten. Die Opposition unter den Weißen war groß, unter den wichtigsten Gegnern des Gesetzes waren der Missionar Jeremiah Evarts, Senator Theodore Frelinghuysen und der Kongressabgeordnete Davy Crockett aus Tennessee, ein berühmter Held des „Wilden Westens“.
Das Gesetz ermächtigte den Präsidenten, mit den innerhalb der Bundesstaaten lebenden Stämmen Verhandlungen zu beginnen, um ihr Land gegen solches zu tauschen, das in den 1803 im Louisiana Purchase erworbenen Gebieten lag, die (noch) nicht als Staaten oder Territorien organisiert waren. Dieses Gebiet wurde später Indianerterritorium genannt und bildet heute einen Teil des Staates Oklahoma.
Der erste derartige Vertrag war der Vertrag von Dancing Rabbit Creek, der am 27. September 1830 unterzeichnet wurde. Die Choctaw verzichteten auf Land im Staat Mississippi (östlich des Flusses) und erhielten dafür Geld sowie Land westlich des Flusses. Der Vertrag von New Echota 1835 führte zur Vertreibung der Cherokee aus dem fruchtbaren südöstlichen Waldland der USA in das eher karge Indianer-Territorium im heutigen Bundesstaat Oklahoma, dem sogenannten „Pfad der Tränen“. Die meisten Stämme im Osten beugten sich dem Druck und unterzeichneten ähnliche Verträge. Einige kleinere Stämme leben aber auch heute noch im Osten der USA.
Das Gesetz sah eigentlich vor, dass die Indianer während der Umsiedlung und in den ersten Jahren danach versorgt werden sollten. Dies wurde allerdings nur sehr nachlässig durchgeführt, weshalb es zu vielen Todesfällen kam. Auch die Garantien, dass das Land den Indianern auf ewig gehören solle, wurden von den Vereinigten Staaten nicht eingehalten.